# Electric Callboy/Diskografie
Diese Diskografie ist eine Übersicht über die musikalischen Werke der deutschen Metal- und Trancecore-Band Electric Callboy, ehemals bekannt als Eskimo Callboy. Ihre erfolgreichste Veröffentlichung ist die Single Hypa Hypa, mit über 225.000 verkauften Einheiten.

## Alben

### Studioalben
| Jahr                 | Titel Musiklabel                            | Höchstplatzierung, Gesamtwochen, AuszeichnungChartplatzierungen (Jahr, Titel, Musiklabel, Platzierungen, Wochen, Auszeichnungen, Anmerkungen) | Höchstplatzierung, Gesamtwochen, AuszeichnungChartplatzierungen (Jahr, Titel, Musiklabel, Platzierungen, Wochen, Auszeichnungen, Anmerkungen) | Höchstplatzierung, Gesamtwochen, AuszeichnungChartplatzierungen (Jahr, Titel, Musiklabel, Platzierungen, Wochen, Auszeichnungen, Anmerkungen) | Anmerkungen                                                 |
| Jahr                 | Titel Musiklabel                            | DE | AT | CH | Anmerkungen                                                 |
| -------------------- | ------------------------------------------- | --- | --- | --- | ----------------------------------------------------------- |
| als Eskimo Callboy   |                                             | | | |                                                             |
|                      |                                             | | | |                                                             |
| 2012                 | Bury Me in Vegas Redfield Records (Orchard) | DE65 a (1 Wo.)DE | — | — | Erstveröffentlichung: 23. März 2012                         |
| 2014                 | We Are the Mess Redfield Records (Orchard)  | DE8 (3 Wo.)DE | AT64 (1 Wo.)AT | — | Erstveröffentlichung: 10. Januar 2014                       |
| 2015                 | Crystals Airforce1 Records (UMG)            | DE6 (4 Wo.)DE | AT54 (1 Wo.)AT | CH70 (1 Wo.)CH | Erstveröffentlichung: 20. März 2015                         |
| 2017                 | The Scene Century Media (Sony)              | DE6 (3 Wo.)DE | AT14 (1 Wo.)AT | CH89 (1 Wo.)CH | Erstveröffentlichung: 25. August 2017                       |
| 2019                 | Rehab Century Media (Sony)                  | DE16 (1 Wo.)DE | AT65 (1 Wo.)AT | — | Erstveröffentlichung: 1. November 2019                      |
| als Electric Callboy |                                             | | | |                                                             |
|                      |                                             | | | |                                                             |
| 2022                 | Tekkno Century Media (Sony)                 | DE1 (42 Wo.)DE | AT3 Gold · (21 Wo.)AT | CH6 (6 Wo.)CH | Erstveröffentlichung: 16. September 2022 Verkäufe: + 17.500 |

### Livealben
| Jahr               | Titel Musiklabel                                 | Höchstplatzierung, Gesamtwochen, AuszeichnungChartplatzierungen (Jahr, Titel, Musiklabel, Platzierungen, Wochen, Auszeichnungen, Anmerkungen) | Höchstplatzierung, Gesamtwochen, AuszeichnungChartplatzierungen (Jahr, Titel, Musiklabel, Platzierungen, Wochen, Auszeichnungen, Anmerkungen) | Höchstplatzierung, Gesamtwochen, AuszeichnungChartplatzierungen (Jahr, Titel, Musiklabel, Platzierungen, Wochen, Auszeichnungen, Anmerkungen) | Anmerkungen                        |
| Jahr               | Titel Musiklabel                                 | DE | AT | CH | Anmerkungen                        |
| ------------------ | ------------------------------------------------ | --- | --- | --- | ---------------------------------- |
| als Eskimo Callboy |                                                  | | | |                                    |
|                    |                                                  | | | |                                    |
| 2018               | The Scene – Live in Cologne Century Media (Sony) | DE60 (1 Wo.)DE | — | — | Erstveröffentlichung: 8. Juni 2018 |

### EPs
| Jahr               | Titel Musiklabel            | Höchstplatzierung, Gesamtwochen, AuszeichnungChartplatzierungen (Jahr, Titel, Musiklabel, Platzierungen, Wochen, Auszeichnungen, Anmerkungen) | Höchstplatzierung, Gesamtwochen, AuszeichnungChartplatzierungen (Jahr, Titel, Musiklabel, Platzierungen, Wochen, Auszeichnungen, Anmerkungen) | Höchstplatzierung, Gesamtwochen, AuszeichnungChartplatzierungen (Jahr, Titel, Musiklabel, Platzierungen, Wochen, Auszeichnungen, Anmerkungen) | Anmerkungen                              |
| Jahr               | Titel Musiklabel            | DE | AT | CH | Anmerkungen                              |
| ------------------ | --------------------------- | --- | --- | --- | ---------------------------------------- |
| als Eskimo Callboy |                             | | | |                                          |
|                    |                             | | | |                                          |
| 2010               | Eskimo Callboy Selbstverlag | — | — | — | Erstveröffentlichung: 3. September 2010  |
| 2020               | MMXX Century Media (Sony)   | DE10 (3 Wo.)DE | AT25 (2 Wo.)AT | CH45 (1 Wo.)CH | Erstveröffentlichung: 11. September 2020 |

## Singles

### Als Leadmusiker
| Jahr | Titel Album                               | Höchstplatzierung, Gesamtwochen, AuszeichnungChartplatzierungen (Jahr, Titel, Album, Platzierungen, Wochen, Auszeichnungen, Anmerkungen) | Höchstplatzierung, Gesamtwochen, AuszeichnungChartplatzierungen (Jahr, Titel, Album, Platzierungen, Wochen, Auszeichnungen, Anmerkungen) | Höchstplatzierung, Gesamtwochen, AuszeichnungChartplatzierungen (Jahr, Titel, Album, Platzierungen, Wochen, Auszeichnungen, Anmerkungen) | Anmerkungen                                                                                 |
| Jahr | Titel Album                               | DE | AT | CH | Anmerkungen                                                                                 |
| --- | ----------------------------------------- | --- | --- | --- | ------------------------------------------------------------------------------------------- |
| als Eskimo Callboy |                                           | | | |                                                                                             |
| |                                           | | | |                                                                                             |
| 2011 | Is Anyone Up? Bury Me in Vegas            | — | — | — | Erstveröffentlichung: 9. Dezember 2011                                                      |
| 2013 | We Are the Mess                           | — | — | — | Erstveröffentlichung: 29. November 2013                                                     |
| 2015 | Best Day Crystals                         | — | — | — | Erstveröffentlichung: 20. Februar 2015 feat. Sido                                           |
| 2017 | The Scene                                 | — | — | — | Erstveröffentlichung: 2. Juni 2017 feat. Fronz                                              |
| 2017 | MC Thunder The Scene                      | — | — | — | Erstveröffentlichung: 7. Juli 2017                                                          |
| 2017 | VIP The Scene                             | — | — | — | Erstveröffentlichung: 4. August 2017                                                        |
| 2019 | Supernova (Rage 2 Edition) –              | — | — | — | Erstveröffentlichung: 10. Mai 2019                                                          |
| 2019 | Hurricane Rehab                           | — | — | — | Erstveröffentlichung: 30. August 2019                                                       |
| 2019 | Nice Boi Rehab                            | — | — | — | Erstveröffentlichung: 4. Oktober 2019                                                       |
| 2019 | Prism Rehab                               | — | — | — | Erstveröffentlichung: 18. Oktober 2019                                                      |
| 2020 | Hypa Hypa MMXX                            | DE77 Gold · (1 Wo.)DE | AT— GoldAT | CH— GoldCH | Erstveröffentlichung: 18. Juni 2020 Verkäufe: + 225.000                                     |
| 2020 | Hate/Love MMXX                            | — | — | — | Erstveröffentlichung: 24. Juli 2020                                                         |
| 2020 | MC Thunder II (Dancing Like a Ninja) MMXX | — | — | — | Erstveröffentlichung: 9. September 2020                                                     |
| 2021 | We Got the Moves Tekkno                   | DE93 (1 Wo.)DE | AT— GoldAT | — | Erstveröffentlichung: 3. September 2021 Verkäufe: + 15.000                                  |
| 2021 | Pump It Tekkno                            | DE31 (1 Wo.)DE | — | — | Erstveröffentlichung: 3. Dezember 2021                                                      |
| als Electric Callboy |                                           | | | |                                                                                             |
| |                                           | | | |                                                                                             |
| 2022 | Spaceman Tekkno                           | DE31 (2 Wo.)DE | — | — | Erstveröffentlichung: 8. April 2022 feat. Finch                                             |
| 2022 | Fuckboi Tekkno                            | DE— bDE | — | — | Erstveröffentlichung: 8. Juli 2022 feat. Conquer Divide                                     |
| 2022 | Hurrikan Tekkno                           | — | — | — | Erstveröffentlichung: 19. August 2022                                                       |
| 2023 | Everytime We Touch –                      | DE95 (1 Wo.)DE | — | — | Erstveröffentlichung: 21. Juni 2023 Original: Maggie Reilly                                 |
| 2025 | Elevator Operator –                       | DE54 (1 Wo.)DE | AT73 (1 Wo.)AT | — | Erstveröffentlichung: 24. Januar 2025                                                       |
| Folgende Lieder erschienen nicht als Single, wurden aber durch das Album zum Download und Streaming bereitgestellt und konnten somit eine Platzierung erlangen: |                                           | | | |                                                                                             |
| |                                           | | | |                                                                                             |
| 2022 | Arrow of Love Tekkno                      | DE— cDE | — | — | Videoauskopplung: 18. September 2022 Charteinstieg: 23. September 2022 als Electric Callboy |

### Als Gastmusiker
| Jahr | Titel Album                     | Höchstplatzierung, Gesamtwochen, AuszeichnungChartplatzierungen (Jahr, Titel, Album, Platzierungen, Wochen, Auszeichnungen, Anmerkungen) | Höchstplatzierung, Gesamtwochen, AuszeichnungChartplatzierungen (Jahr, Titel, Album, Platzierungen, Wochen, Auszeichnungen, Anmerkungen) | Höchstplatzierung, Gesamtwochen, AuszeichnungChartplatzierungen (Jahr, Titel, Album, Platzierungen, Wochen, Auszeichnungen, Anmerkungen) | Anmerkungen                                                                                                |
| Jahr | Titel Album                     | DE | AT | CH | Anmerkungen                                                                                                |
| ---- | ------------------------------- | --- | --- | --- | --- |
| 2015 | Santa Claus Is Coming to Town – | — | — | — | Erstveröffentlichung: 4. Dezember 2015 als Teil der Redfield All-Stars; Original: Harry Reser & Tom Stacks |
| 2021 | Castrop X Spandau –             | — | — | — | Erstveröffentlichung: 21. Oktober 2021 Kalle Koschinsky feat. Eskimo Callboy                               |
| 2023 | Stop the War (Fight for Love) – | — | — | — | Erstveröffentlichung: 7. April 2023 als Teil von Rockers United                                            |
| 2023 | Nice but No Electric Horsemen   | — | — | — | Erstveröffentlichung: 21. April 2023 The BossHoss feat. Electric Callboy                                   |
| 2024 | Ratatata –                      | DE55 (3 Wo.)DE | AT66 (1 Wo.)AT | — | Erstveröffentlichung: 23. Mai 2024 Babymetal feat. Electric Callboy                                        |

## Videoalben und Musikvideos

### Videoalben
| Jahr               | Titel Musiklabel                                 | Anmerkungen                                                                   |
| ------------------ | ------------------------------------------------ | ----------------------------------------------------------------------------- |
| als Eskimo Callboy |                                                  |                                                                               |
|                    |                                                  |                                                                               |
| 2018               | The Scene – Live in Cologne Century Media (Sony) | Erstveröffentlichung: 8. Juni 2018 Verkäufe werden dem Livealbum hinzuaddiert |

### Musikvideos
| Jahr                 | Titel                                | Regie                                          |
| -------------------- | ------------------------------------ | ---------------------------------------------- |
| als Eskimo Callboy   |                                      |                                                |
|                      |                                      |                                                |
| 2010                 | California Gurls                     | Oliver Schillo                                 |
| 2011                 | Is Anyone Up?                        |                                                |
| 2012                 | Muffin Purper-Gurk                   | Eskimo Callboy                                 |
| 2013                 | We Are the Mess                      | Eskimo Callboy, Oliver Schillo                 |
| 2014                 | Final Dance                          | Tommy Antonini, Eskimo Callboy                 |
| 2015                 | Crystals                             | Eskimo Callboy                                 |
| 2015                 | Best Day                             |                                                |
| 2015                 | Baby (T.U.M.H)                       |                                                |
| 2017                 | The Scene                            | Eskimo Callboy & Friends                       |
| 2017                 | MC Thunder                           | Oliver Schillo, Pascal Schillo                 |
| 2017                 | VIP                                  | Oliver Schillo, Pascal Schillo                 |
| 2018                 | Shallows                             |                                                |
| 2019                 | Hurricane                            | Pascal Schillo                                 |
| 2019                 | Nice Boi                             | Oliver Schillo, Pascal Schillo                 |
| 2019                 | Prism                                | Eskimo Callboy, Oliver Schillo, Pascal Schillo |
| 2020                 | Rehab                                |                                                |
| 2020                 | Hypa Hypa                            | Oliver Schillo, Pascal Schillo (5 Versionen)   |
| 2020                 | Hate/Love                            | Pascal Schillo, Oliver Schillo                 |
| 2020                 | MC Thunder II (Dancing Like a Ninja) | Oliver Schillo, Pascal Schillo                 |
| 2021                 | We Got the Moves                     | Oliver Schillo, Pascal Schillo                 |
| 2021                 | Castrop X Spandau                    | Kalle Koschinsky, Eskimo Callboy               |
| 2021                 | Pump It                              | Oliver Schillo, Pascal Schillo                 |
| als Electric Callboy |                                      |                                                |
|                      |                                      |                                                |
| 2022                 | Spaceman                             | Oliver Schillo, Pascal Schillo                 |
| 2022                 | Fuckboi                              | Oliver Schillo, Pascal Schillo                 |
| 2022                 | Hurrikan                             | Oliver Schillo, Pascal Schillo                 |
| 2022                 | Arrow of Love                        | Oliver Schillo, Pascal Schillo                 |
| 2022                 | Mindreader                           | Mirko Witzki                                   |
| 2023                 | Tekkno Train                         | Oliver Schillo, Pascal Schillo                 |
| 2023                 | Nice but No                          | Pascal Bünning                                 |
| 2023                 | Everytime We Touch                   | Oliver Schillo, Pascal Schillo                 |
| 2023                 | Parasite                             | Christian Ripkens                              |
| 2024                 | Ratatata                             | Oliver Schillo, Pascal Schillo                 |
| 2025                 | Elevator Operator                    | Oliver Schillo, Pascal Schillo                 |

## Sonderveröffentlichungen
| Jahr | Titel Album                   | Anmerkungen                                                           |
| ---- | ----------------------------- | --------------------------------------------------------------------- |
| 2023 | Nice but No Electric Horsemen | Erstveröffentlichung: 5. Mai 2023 The BossHoss feat. Electric Callboy |

| Jahr               | Titel Album                                        | Anmerkungen                                                        |
| ------------------ | -------------------------------------------------- | ------------------------------------------------------------------ |
| als Eskimo Callboy |                                                    |                                                                    |
|                    |                                                    |                                                                    |
| 2013               | Gravedigger (Eskimo Callboy Remix) Hypernova       | Erstveröffentlichung: 1. Oktober 2013 Interpretation: The Browning |
| 2015               | Dunkelherz (Remix) Wir sind Angst (Deluxe-Edition) | Erstveröffentlichung: 9. Januar 2015 Interpretation: Callejon      |

| Jahr                 | Titel Album                                   | Anmerkungen                                             |
| -------------------- | --------------------------------------------- | ------------------------------------------------------- |
| als Eskimo Callboy   |                                               |                                                         |
|                      |                                               |                                                         |
| 2017                 | Muffin Purper-Gurk (Live) Live at Wacken 2016 | Erstveröffentlichung: 11. August 2017                   |
| als Electric Callboy |                                               |                                                         |
|                      |                                               |                                                         |
| 2023                 | Fire & Forgive Comminio Lupatum II            | Erstveröffentlichung: 7. April 2023 Original: Powerwolf |

| Jahr               | Titel Soundtrack                  | Anmerkungen                        |
| ------------------ | --------------------------------- | ---------------------------------- |
| als Eskimo Callboy |                                   |                                    |
|                    |                                   |                                    |
| 2019               | Supernova (Rage 2 Edition) Rage 2 | Erstveröffentlichung: 10. Mai 2019 |

## Statistik

### Chartauswertung
|                     | DE    | AT    | CH    |
| ------------------- | ----- | ----- | ----- |
| Nummer-eins-Alben   | DE1DE | AT—AT | CH—CH |
| Top-10-Alben        | DE5DE | AT1AT | CH1CH |
| Alben in den Charts | DE8DE | AT6AT | CH4CH |

|                       | DE    | AT    | CH    |
| --------------------- | ----- | ----- | ----- |
| Nummer-eins-Singles   | DE—DE | AT—AT | CH—CH |
| Top-10-Singles        | DE—DE | AT—AT | CH—CH |
| Singles in den Charts | DE7DE | AT2AT | CH—CH |

### Auszeichnungen für Musikverkäufe
| Goldene Schallplatte - Finnland - 2024: für das Album Tekkno |

Anmerkung: Auszeichnungen in Ländern aus den Charttabellen bzw. Chartboxen sind in ebendiesen zu finden.
| Land/RegionAuszeichnungen für Musikverkäufe (Land/Region, Auszeichnungen, Verkäufe, Quellen) | Gold     | Platin | Verkäufe | Quellen               |
| -------------------------------------------------------------------------------------------- | -------- | ------ | -------- | --------------------- |
| Deutschland (BVMI)                                                                           | Gold1    | —      | 200.000  | musikindustrie.de     |
| Finnland (IFPI)                                                                              | Gold1    | —      | 10.000   | Siehe Einzelnachweise |
| Österreich (IFPI)                                                                            | 3× Gold3 | —      | 37.500   | ifpi.at               |
| Schweiz (IFPI)                                                                               | Gold1    | —      | 10.000   | Siehe Einzelnachweise |
| Insgesamt                                                                                    | 6× Gold6 | —      |          |                       |